# جوسلین اورجل
جوسلین اورجل (انگلیسی: Jocelyn Orejel؛ زادهٔ ۱۴ نوامبر ۱۹۹۶) بازیکن فوتبال اهل مکزیک است.
وی همچنین در تیم‌های ملی فوتبال Mexico women's national under-17 football team, Mexico women's national under-20 football team، و زنان مکزیک بازی کرده‌است.